# Olof Palmes Gade
 Ikke at forveksle med Olof Palmes Allé.
Olof Palmes Gade er en gade i Østervold kvarteret i København. Gaden bærer navnet efter den svenske statsminister, Olof Palme, der blev dræbt i 1986. Gaden er en del af et kvarter med gader opkaldt efter svenske byer, og ligger tæt på Dag Hammerskjölds Allé, der er opkaldt efter en anden svensk FN-generalsekretær. Tidligere hed gaden Skjoldsgade, hvor årsagen til navnet er ukendt.
På Olof Palmes Gade findes både større etageboliger og to villaer, der sammen med yderligere to på Hjalmar Brantings Plads, ligger langs Holmens Kirkegårds sydlige kant. Midtpå krydses Olof Palmes Gade af Visbygade.
Et af husene på gaden, nr. 8, var hjemsted for redaktøren og forfatteren Edvard Brandes. Villaen blev bygget omkring 1902 og designet af arkitekten Eugen Jørgensen, og har en atelierbygning i baghaven, hvor Edvard Brandes' kone, billedhuggeren Elise Brandes, arbejdede med sine portrætter. I dag er villaen blevet ombygget til et moderne mødested, kendt som Edvard Brandes Palæ.
- Nr. 8
- Nr. 10